# 繼伊耿之名
〈繼伊耿之名〉（英語：Second of His Name）是美國HBO奇幻劇情电视剧《龍族前傳》第一季的第三集。該集由劇集的開創者萊恩·康達爾和編劇家加布·豐塞卡（Gabe Fonseca）共同編劇，格雷格·亞坦內斯執導，並於2022年9月4日首播。
該集引入了三位新的聯合主演成員，包括傑佛遜·霍爾飾演雙胞胎傑森·蘭尼斯特伯爵（Lord Jason Lannister）和泰蘭·蘭尼斯特爵士（Ser Tyland Lannister），馬修·尼德姆飾演拉里斯·“彎足”·史壯（Larys "Clubfoot" Strong），以及瑞恩·科爾飾演哈爾溫·“斷骨者”·史壯爵士（Ser Harwin 'Breakbones' Strong）。
該集獲得普遍的正面評價，影評人稱讚其製作品質、石階列島的一組戰鬥鏡頭、雷妮拉和科爾之間的化學反應以及演出，同時亦有人批評其劇本和節奏。

## 劇情

### 石階列島
戴蒙·坦格利安親王（馬特·史密斯 飾）和科利斯·瓦列利昂伯爵（史提夫·陶森特 飾）與克拉哈斯·德拉哈王子指揮的三女兒同盟部隊在石階列島的戰爭已經過去了兩年的時間。由於德拉哈的部隊採取游擊戰術，每當戴蒙使用他的巨龍科拉克休發動攻擊時，他都會在夜間突襲瓦列利昂艦隊並撤退到深洞中，讓巨龍無法發揮其優勢，因此戴蒙和科利斯一方在戰爭中處於下風。戴蒙和科利斯的戰爭補給快要用完，他們的部隊也瀕臨潰散，這時一位信使帶著韋賽里斯·坦格利安一世國王（派迪·康斯丁 飾）派遣援軍的消息趕來。
戴蒙拒絕接受他哥哥韋賽里斯的援助，並假裝投降引誘德拉哈的部隊到野外以單獨迎戰他們，但很快就被亂箭射中跪倒地上。然而戴蒙的衝動行為卻正符合科利斯此前訂下的戰術，他和他的弟弟魏蒙德·瓦列利昂爵士（威爾·強森 飾）率領瓦列利昂步兵趕到戰場並發起反擊。與此同時，科利斯的兒子蘭諾·瓦列利昂（提奧·內特（Theo Nate） 飾）用他的巨龍海煙切斷了三女兒同盟部隊的逃亡路徑。德拉哈逃走並進入洞穴，戴蒙追進去並殺死了他，瓦列利昂軍隊最終宣佈勝利。

### 君臨和御林
亞莉森·海塔爾王后（艾蜜莉·凱利 飾）在兩年前為韋賽里斯生下一個兒子伊耿，雷妮拉與現在懷著第二胎的她仍然保持疏遠。韋賽里斯為慶祝伊耿的第二命名日而舉行狩獵之旅，雷妮拉發現韋賽里斯打算將她嫁給其他貴族伯爵，她認為韋賽里斯打算廢黜自己改立同父異母的弟弟伊耿作為鐵王座繼承人，因而憤怒地衝出營地騎馬進入御林，只有她的御林鐵衛克里斯頓·科爾爵士（法比恩·法蘭科 飾）緊隨其後。
韋賽里斯憤怒地拒絕傑森·蘭尼斯特伯爵（傑佛遜·霍爾 飾）向雷妮拉的提親，亦對國王之手奧托·海塔爾爵士（萊斯·伊凡 飾）建議將雷妮拉許配給繼弟伊耿的提議不予理會，卻仔細傾聽法務大臣萊昂諾·史壯伯爵（加文·斯派克（Gavin Spokes） 飾）隨後的提議：將雷妮拉嫁給蘭諾·瓦列利昂，以此來彌合坦格利安家族和瓦列利昂家族之間的裂痕。
在野外露營過夜時，雷妮拉和克里斯頓被一頭野豬襲擊，野豬避開克里斯頓的攻擊更差點咬了雷妮拉，然後兩人合力殺死牠。在回營地的路上，雷妮拉遇到韋賽里斯計劃獵殺的白鹿，但她放走了牠。
雷妮拉帶著她的野豬戰利品凱旋而歸。父親韋賽里斯向雷妮拉保證無意讓其他人取代她成為繼承人，亦表示願意讓她自己按意願決定丈夫的人選，但同時也希望她會找一個有影響力的丈夫，這樣才能順利讓更多人支持她登上鐵王座。同一時間，奧托私底下向亞莉森堅稱無論韋賽里斯對雷妮拉的看法如何，同盟的貴族們都會希望伊耿成為國王。

## 迴響

### 收視率
根據AC尼尔森和HBO的數據，第三集首播時在所有平台上總計有超過1600萬美國觀眾觀看。週一的HBO Max收視率與上一集相比增加了27%。

### 評價
該集獲得大多數的正面評價。根据評論匯總网站爛番茄汇总的103篇评论文章，84%的评论家给予该作正面评价，使之獲得「認證新鮮」標識，平均打分为7.40分（满分10分）」
亞歷克·博哈拉德（Alec Bojalad）為《Den of Geek》撰稿，給該集四顆星的評價（滿分五顆星）並說：“在許多方面，‘繼伊耿之名’一集證明該劇知道自己在做什麼……該集幾乎完全是節目編劇的原創作品，因為從不同的角度來看，在以前任何作品上都找不到該集最高潮的時刻。”他亦稱讚該集的編劇、製作設計和服裝，以及雷妮拉和克里斯頓爵士之間的場景。《獨立報》的尼克·希爾頓（Nick Hilton）也給該集四顆星的評價（滿分五顆星）。《IGN》的海倫·奧哈拉給該集7/10分的評價並說：“該集開頭是一個緩慢的燃燒過程，慢慢引入新角色並沉迷於八卦，隨後再釋放出龐大且火熱的結局……雖然這一切都開始讓人覺得有點熟悉，但該集仍然設法吸引我們的注意力——並加入了一些精彩的巨龍的動作鏡頭。”《GamesRadar+》的莫莉·愛德華茲（Molly Edwards）給該集四顆星的評價（滿分五顆星），並將其總結為“又一集堅如磐石的《龍族前傳》第一季作品，將劇情碎片整理到位，迎接更多史詩般的戰鬥”，亦再進一步讚揚馬特·史密斯和艾蜜莉·凱利的演出。《TVLine》的金柏莉·魯茨（Kimberly Roots）也稱讚了基利的演出。
《The Telegraph》的邁克爾·迪肯（Michael Deacon）給該集三顆星的評價（滿分五顆星）。他批評該劇繼續“慢熱”，並表達了他對過早殺死“餵蟹人”的失望，但他也同時讚揚石階列島的戰鬥場景並稱其為“壯觀”。《Vulture》的希拉里·凱利（Hillary Kelly）也給該集三顆星的評價（滿分五顆星），她批評該集的一些編劇部分，但也讚揚了開場和戰鬥場景，以及史密夫的演出。《影音俱樂部》的珍娜·舍勒（Jenna Scherer）給該集評分為“C+”，並寫道：“該集圍繞著世界上最虎頭蛇尾的獵鹿活動展開，這是一場在御林邊緣慶祝伊耿生日的荒謬而奢華的事件”，但也她同時讚揚米莉·愛考克的演出，雷妮拉與克里斯頓爵士的化學反應以及戰鬥場景。

## 外部連結
- 互联网电影数据库上繼伊耿之名的资料（英文）

- 《繼伊耿之名》（页面存档备份，存于）在HBO
- 爛番茄上《繼伊耿之名》的資料（英文）